# Nate Haden
Nate Haden (Lincoln, Nebraska, 9 de Março de 1976) é um ator estadunidense, mais conhecido por seu trabalho como Louis Thomas na telenovela Desire.

## Biografia

### Vida pessoal
Nathaniel Haden nasceu e cresceu em Lincoln como o filho mais velho do casal Haden. Ele estudou em escolas particulares desde o primário até o colegial e então ingressou no curso de administração na Universidade de Nebraska.
Casou-se com Toni Haden em 26 de Setembro de 2003, e em 2006 o casal recebeu seu primeiro filho.

### Carreira
Para seguir a carreira de ator, Haden mudou-se para Los Angeles, ao lado da esposa, e logo foi selecionado para pequenas participações em Summerland e CSI: Miami. Em 2006 ele foi convidado para participar da telenovela Desire no papel do protagonista, Louis Thomas. Em 2008, Haden interpretou Ryan Seacrest no filme de comédia Meet the Spartans.